# Andrzej Nowacki
Andrzej Nowacki (ur. 15 października 1953 w Rabce-Zdroju) – współczesny polski malarz, przedstawiciel abstrakcji geometrycznej i op-artu.

## Życiorys
Dzieciństwo spędził w Mszanie Dolnej, w 1967 r. przeprowadził się do Krakowa. W latach 1973–1977 pracował przy wykonywaniu reklam, projektów wnętrz, a także brał udział w pracach konserwatorskich w kościołach okolic Krakowa. Zbliżył się wówczas do środowiska krakowskiej Akademii Sztuk Pięknych. Okres ten był początkiem wieloletniej przyjaźni z krakowskim artystą Marianem Kruczkiem.
W 1977 r. Nowacki podjął studia filologiczne na uniwersytecie w Göteborgu, Szwecja. Kilka lat później studiował germanistykę i historię sztuki na uniwersytecie w Innsbrucku, Austria.
W 1982 r. przeniósł się do Düsseldorfu, gdzie powierzono mu prowadzenie Agencji Malarstwa Współczesnego Advance. Z ramienia Agencji współpracował przy organizacji wystawy documenta 7 w Kassel, Niemcy. W latach 1982–1984 odwiedzał wielokrotnie pracownię Henryka Stażewskiego. Pod wpływem tych spotkań Nowacki podjął pierwsze próby malarskie, które przekształciły się w pracę twórczą. W 1984 r. artysta zamieszkał w Berlinie, gdzie do roku 1990 był członkiem komisji stypendialnej Fundacji Sztuki Senatu Berlina Zachodniego.
W 1987 r. w galerii Pommersfelde w Berlinie Zachodnim odbyła się jego pierwsza wystawa indywidualna. Od 1988 r. współpracował z kolekcjonerem awangardy rosyjskiej i właścicielem galerii Avantgarde Natanem Fedorowskim.
W 1991 r. poznał Jana Lenicę, z którym łączyła go wieloletnia bliska przyjaźń.
W 1992 r. w krakowskiej galerii Pryzmat miała miejsce pierwsza wystawa Nowackiego w Polsce. Artysta zaprezentował około 40 reliefów, jak też rysunki i pastele.
W latach 1994–1995 w ramach prywatnego stypendium Nowacki otrzymał do dyspozycji pracownię w New Jersey, USA, gdzie powstały reliefy pokazane w 1995 r. w galerii Lederman Fine Art w Nowym Jorku.
W połowie lat 90. poznał kolekcjonera i właściciela galerii sztuki konkretnej Heinza Teufla. Wiążąca ich przyjaźń umożliwiła Nowackiemu obcowanie i bliższe zapoznanie się z twórczością Josefa Albersa, Maxa Billa i Bridget Riley.
W latach 1997–2001 brał udział w organizowanych przez Bożenę Kowalską Międzynarodowych Plenerach dla Artystów Posługujących się Językiem Geometrii, odbywających się w Okunince koło Chełma i Orońsku.
W 2001 r. artysta otrzymał roczne stypendium Fundacji Pollock-Krasner w Nowym Jorku.
W 2002 r. w Międzynarodowym Centrum Kultury w Krakowie odbyła się jego pierwsza wystawa retrospektywna.
W latach 2003–2007 Nowacki wielokrotnie odwiedzał Florydę, przebywał w Miami oraz miał pracownię na Anna Maria Island.
W 2005 r. odbył podróż do Japonii, przygotowując w Osace swoją indywidualną wystawę.
W 2011 r. Państwowa Galeria Sztuki w Sopocie zaprezentowała we wspólnej ekspozycji prace Nowackiego i Wojciecha Fangora.
W 2015 r. Nowacki otworzył nową pracownię na dawnym terenie wielkoprzemysłowym w Dolnych Witkowicach w Ostrawie, w której pracował do 2018 r.
Obecnie mieszka i pracuje w Berlinie.
Od 1987 r. Nowacki pokazywał swe prace w 24 ekspozycjach indywidualnych oraz wziął udział w około 100 wystawach zbiorowych. Jego prace były wystawiane nie tylko w Polsce i Niemczech, ale także w Szwecji, Finlandii, Austrii, Czechach, Słowacji, Niderlandach, Japonii i USA.

## Twórczość
Od połowy lat 1980. Nowacki tworzył reliefy i pastele w tradycji abstrakcji geometrycznej. Stylistyka jego wczesnych prac jest ściśle powiązana z twórczością Henryka Stażewskiego, Josefa Albersa, Wasyla Kandyńskiego, a także pionierów awangardy rosyjskiej, takich jak Kazimierz Malewicz, Władimir Tatlin, Lubow Popowa. Charakterystyczną cechą tych kompozycji jest dynamiczny układ form i pełna napięcia relacja barw o mocnym wydźwięku emocjonalnym. Wybór elementów geometrycznych sprowadza się do kilku figur, podstawową formą zaś był kwadrat. Od początku lat 2000. Nowacki tworzy reliefy liniowe. Pionową strukturę tych prac konstruują umieszczone na płaszczyźnie drewniane listwy, które stanowią zarazem podłoże dalszej pracy malarskiej. W rezultacie obraz uzyskuje trójwymiarowe efekty wizualne. Dążeniem artysty jednak nie jest wyłącznie tworzenie złudzeń optycznych, cechujących sztukę op-artu, lecz poszerzenie możliwości odbioru dzieła. Skomplikowana gra barwna na obrazie jest raczej środkiem ekspresji, tworzy zmiany napięć i dynamiki całej kompozycji.
Oprócz trójwymiarowych reliefów artysta tworzy również liczne prace na papierze, zazwyczaj powstające jako serie. Rysunki te cechuje duża spontaniczność w wykonaniu i ekspresyjność, zbliżające je do stylistyki malarstwa informel. Zachowują one jednak zawsze zarysy form geometrycznych.

## Wybrane wystawy indywidualne
- 1987 Galerie Pommersfelde, Berlin Zachodni
- 1988 Galerie Kurek, Bonn
- 1992 Galeria Pryzmat, Kraków
- 1993 Galerie Sernov & Rose, Berlin
- 1994 Lederman Fine Art Gallery, Nowy Jork
- 1995 Galerie Berinson, Berlin
- 1996 Galeria Amfilada, Szczecin
- 2000 Galerie Heinz Teufel, Berlin
- 2002 Międzynarodowe Centrum Kultury, Kraków
- 2003 Galeria Miejska Arsenał, Poznań
- 2004 Galeria Piekary, Poznań; Muzeum Narodowe, Szczecin
- 2005 KISSHO Fine Art Gallery, Osaka
- 2006 Seth Jason Beitler Fine Arts Gallery, Miami
- 2013 Galeria Leto, Warszawa
- 2017 Państwowa Galeria Sztuki, Sopot
- 2019 Milan Dobeš Museum, Ostrawa
- 2020 AP Atelier Josef Pleskot, Praga

## Wybrane wystawy zbiorowe
- 1989 Galerie Avantgarde Natan Fedorowski, Berlin Zachodni
- 1992 Instytut Polski, Berlin
- 1996 Art Fair, Sztokholm; Willy-Brandt-Haus, Berlin
- 1997 Avantgarde Galerie Kyra Maralt, Berlin
- 1998 Münchenbryggeriet-Münchensalen, Sztokholm
- 1999 Goethe-Institut, Drezno; Tiroler Kunstpavillon, Innsbruck
- 2000 Art Vienna, Wiedeń; Galeria Sztuki Współczesnej BWA, Katowice; Galeria EL, Elbląg
- 2001 Kunstverein Wiligrad, Lübstorf
- 2002 Galeria EL, Elbląg; Muzeum Narodowe, Szczecin; Centrum Rzeźby Polskiej, Orońsko
- 2003 Państwowa Galeria Sztuki, Sopot; London Art Fair, Londyn
- 2004 Contemporary Art Space, Osaka; Galeria Sztuki Współczesnej BWA, Katowice; Galeria Miejska Arsenał, Poznań; Galeria EL, Elbląg; Miejska Galeria Sztuki, Łódź
- 2005 Ålands konstmuseum, Mariehamn; George L. Sturman Museum of Fine Art, Miami
- 2007 Seth Jason Beitler Fine Arts Gallery, Miami; Pałac Sztuki, Kraków
- 2011 Kunstmuseum, Stuttgart; Państwowa Galeria Sztuki, Sopot; Dům umění, Ostrawa
- 2014 Milan Dobeš Museum, Bratysława
- 2017 Kunstmuseum, Stuttgart
- 2019 Państwowa Galeria Sztuki, Sopot
- 2020 Milan Dobeš Museum, Ostrawa